# Marcos Barkworth
Marcos Barkworth (en inglés: Mark Barkworth; Searby, c. 1572 - 27 de febrero de 1601), alias «Mark Lambert», fue un sacerdote católico y mártir inglés.
La Iglesia católica conmemora su festividad el 27 de febrero.

## Biografía
Nacido alrededor de 1572 en Searby (Lincolnshire), y estudió durante un tiempo en Oxford, aunque no queda constancia de su estancia allí. Criado originalmente como protestante, fue recibido en la Iglesia Católica en Douai en 1593, por el padre Georges, un jesuita flamenco, y entró en el colegio allí con miras al sacerdocio. Se matriculó en la Universidad de Douai el 5 de octubre de 1594.
Debido a un brote de peste en 1596, Barkworth fue enviado a Roma y de allí al Real Colegio de San Albano en Valladolid (España), donde ingresó en el Colegio de los Ingleses el 28 de diciembre de 1596. De camino a España se dice que tuvo una visión de san Benito, quien le dijo que moriría mártir, con el hábito benedictino. Durante su estancia en Valladolid entabló un contacto más firme con la Orden Benedictina. Fue ordenado sacerdote en el Colegio de los Ingleses en algún momento antes de julio de 1599, cuando partió para la Misión inglesa junto con el padre Tomás Garnet. En su camino se quedó en el Monasterio benedictino de Santa María la Real de Irache en Navarra, donde su deseo de incorporarse a la orden le fue concedido al ser nombrado oblato con el privilegio de hacer profesión a la hora de la muerte.
Después de haber escapado de manos de los hugonotes de La Rochelle, fue arrestado al llegar a Inglaterra y encerrado en la cárcel de Newgate. En ese momento se consideraba traición ser un sacerdote en Inglaterra que había sido ordenado en el extranjero y fue encarcelado durante seis meses y luego trasladado a Bridewell. Allí escribió un llamamiento a Robert Cecil, firmado «George Barkworth». Durante su interrogación se informó que se comportó con valentía y franca alegría. Habiendo sido condenado por un veredicto formal del jurado, fue arrojado al «Limbo», la horrible mazmorra subterránea en Newgate, donde se dice que permaneció «muy alegre» hasta su muerte.
Barkworth fue ejecutado en Tyburn con el jesuita Roger Filcock y Ana Line, el 27 de febrero de 1601, por ahorcamiento, arrastrado y descuartizamiento. De camino a Tyburn, cantó el Himno Pascual: «Hæc dies, quam fecit Dominus, exultemus et lætemur in ea», [Este es el día que hizo el Señor, regocijémonos y alegrémonos en él]. A su llegada besó la túnica de Line, que ya estaba muerta, diciendo: «Ah, hermana, nos has adelantado, pero te seguiremos tan pronto como podamos»; y le dijo a la gente que el Papa San Gregorio había enviado a los monjes benedictinos para evangelizar Inglaterra, diciendo: «Vine aquí para morir, siendo católico, sacerdote y religioso, perteneciente a la Orden de San Benito; fue por este mismo orden en que se convirtió Inglaterra». Se decía que era «un hombre de estatura alto y bien proporcionado que mostraba fuerza, el cabello de su cabeza castaño, su barba amarilla, ojos algo pesados». Tenía una disposición alegre. Sufría con el hábito benedictino, debajo del cual llevaba una camisa. Se notó que sus rodillas, como las de Santiago el Justo, estaban endurecidas por el constante arrodillamiento. Un aprendiz entre la multitud que levantaba sus piernas, después del descuartizamiento, gritó: «¿Quién de ustedes, los evangelistas, puede mostrar tal rodilla?» Contrariamente a la práctica habitual, los cuartos de los sacerdotes no se expusieron, sino que se enterraron cerca del cadalso.
Barkworth fue beatificado por el Papa Pío XI el 15 de diciembre de 1929.